# Parque nacional Gesäuse
El parque nacional Gesäuse (en alemán: Nationalpark Gesäuse) es un parque nacional de Austria establecido en el estado de Estiria. Situado en la región montañosa de la Estiria Superior, cubre gran parte de la cordillera Gesäuse, en los Alpes Ennstal, y la brecha de agua del río Enns entre Admont y Hieflau. El área también comprende parte de los términos municipales de Johnsbach, Weng, Landl y Sankt Gallen.
El parque nacional protege en la actualidad 110 km², con otros 15 km² que se tiene previsto incorporar. Fue establecido el 26 de octubre de 2002.
La montaña más alta en el parque es el Hochtor a 2.369 m.